# Dirk Kurtenbach
Dirk Kurtenbach (* 2. August 1964 in Herne) ist ein ehemaliger deutscher Fußballspieler und -trainer.

## Leben
Dirk Kurtenbach wurde in Herne als Sohn von Fußballspieler Norbert Kurtenbach geboren. Nach dessen Wechsel vom VfL Bochum zum Bremerhaven 93 wuchs Dirk Kurtenbach in Wulsdorf an der Nordseeküste auf. Dort spielte Kurtenbach in der Jugend beim TSV Wulsdorf. Durch Kontakte von Egon Coordes wechselte er als 18-Jähriger zum SC Fortuna Köln. Am 6. August 1983 feierte er beim 2:2-Unentschieden bei der SG Union Solingen sein Profidebüt in der 2. Bundesliga, als er für Eduard Kirschner kurz vor Schluss eingewechselt wurde. 1986 wechselte der Stürmer zum Ligakonkurrenten Stuttgarter Kickers. Bei den Schwaben etablierte er sich gemeinsam mit dem ehemaligen polnischen Nationalstürmer Kazimierz Kmiecik als effizientes Sturmduo. Während in der Zweitliga-Spielzeit 1986/87 der siebte Tabellenplatz heraussprang, zog der Zweitligist im DFB-Pokal 1986/87 bis ins Endspiel ein. Nach seinem zwischenzeitlichen 1:0-Führungstreffer drehte der favorisierte Hamburger SV das Spiel und gewann nach zwei Toren in den letzten fünf Minuten das Spiel mit 3:1. Mit insgesamt acht im Verlauf des Wettbewerbs erzielten Treffern wurde er Torschützenkönig des DFB-Pokals und ist bis heute der einzige Spieler, dem es gelang, in einer Saison in jeder Runde des DFB-Pokals ein Tor zu erzielen. In der folgenden Spielzeit rückte das Erfolgsduo unter dem neuen Trainer Manfred Krafft ins zweite Glied, Neuzugang Demir Hotić und der bereits Anfang 1987 zu den Kickers gestoßene Bernd Grabosch etablierten sich im Verlauf der Zweitliga-Spielzeit 1987/88 als neue Angriffsformation. Dabei profitierten die Konkurrenten vom Verletzungspech Kurtenbachs, der noch am zweiten Spieltag als vierfacher Torschütze beim 7:0-Heimerfolg über den 1. FC Saarbrücken geglänzt hatte und nach seiner Zwangspause ab Mitte September ab Herbst eine Zeit lang nur noch als Einwechselspieler zum Zuge kam. Im März kehrte er in die Startformation zurück, ehe er nach einer Roten Karte Ende April beim 1:1-Unentschieden beim Mitkonkurrenten um den Aufstieg SG Wattenscheid 09 bis Saisonende außen vor war.
Trotz des Aufstiegs der Kickers in die  Bundesliga wechselte Kurtenbach im Sommer 1988 den Verein und schloss sich dem Erstligisten SV Waldhof Mannheim an. Hier kam er jedoch nur auf vier Einsätze und wechselte im Winter zum Zweitligisten Hertha BSC. Unter Trainer Werner Fuchs stieg er mit dem Klub am Ende der Zweitliga-Spielzeit 1989/90 ebenfalls in die Bundesliga auf, war aber wiederum nicht über den Status eines Ergänzungsspielers hinausgekommen. Daher kehrte er 1990 zu Fortuna Köln zurück, eine Wadenverletzung bedeutete allerdings das frühzeitige Karriereende.
1997 versuchte sich Kurtenbach kurzzeitig als Trainer beim FC Sparta Bremerhaven.
Kurtenbach war Juniorennationalspieler. Mit der U16-Auswahl stand er bei der U-16-Fußball-Europameisterschaft 1982 im Finale, musste sich allerdings der italienischen Auswahl geschlagen geben.

## Titel und Erfolge
- DFB-Pokal-Torschützenkönig 1987